# Vilma Hugonnai
Vilma Hugonnai, född 1847, död 1922, var en ungersk läkare. 
Hon blev 1879 den första kvinnliga läkaren i Ungern. Hennes legitimation gällde dock inte i Ungern, där hon fick dispens att praktisera först 1897. Restriktionerna för kvinnliga läkare i Ungern lyftes först 1913, då Hugonnai fick tillstånd att praktisera utan en manlig läkares övervakning. 